# Hut (Mykologie)
Der Hut (Pileus) ist der geläufige Name des Teils des Fruchtkörpers vieler Pilze, der das Hymenophor trägt. Hüte werden bei Vertretern der Champignonartigen, Dickröhrlingsartigen, Stachelpilzen und bei einigen Schlauchpilzen gebildet.

## Einteilung
Zu den Merkmalen gehören Hutform, Hutgröße, Hutfarbe und bei manchen Pilzen hygrophanes Verhalten, Hutoberfläche, Huthaut, Hutrand und Hutfleisch (Huttrama).
Hutformen

glockig
kegelig
gewölbt
Mitte niedergedrückt
ausgebreitet
trichterförmig
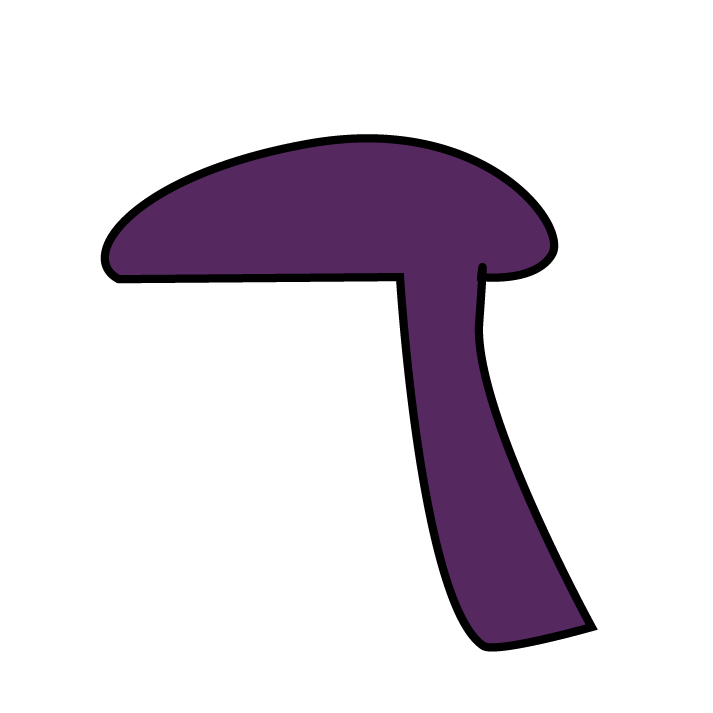
versetzt
kugelig
genabelt
gebuckelt